# Nicolai Boilesen
Nicolai Møller Boilesen (Ballerup, 16 de fevereiro de 1992), é um ex-futebolista dinamarquês que atuava como lateral-esquerdo e zagueiro.